# Plusiopalpa
Plusiopalpa là một chi bướm đêm thuộc họ Noctuidae.

## Loài
- Plusiopalpa adrasta Felder, 1874
- Plusiopalpa dichora Holland, 1894
- Plusiopalpa hildebrandti Saalmüller, 1891
- Plusiopalpa thaumasia Dufay, 1968